# 徳島商工会議所

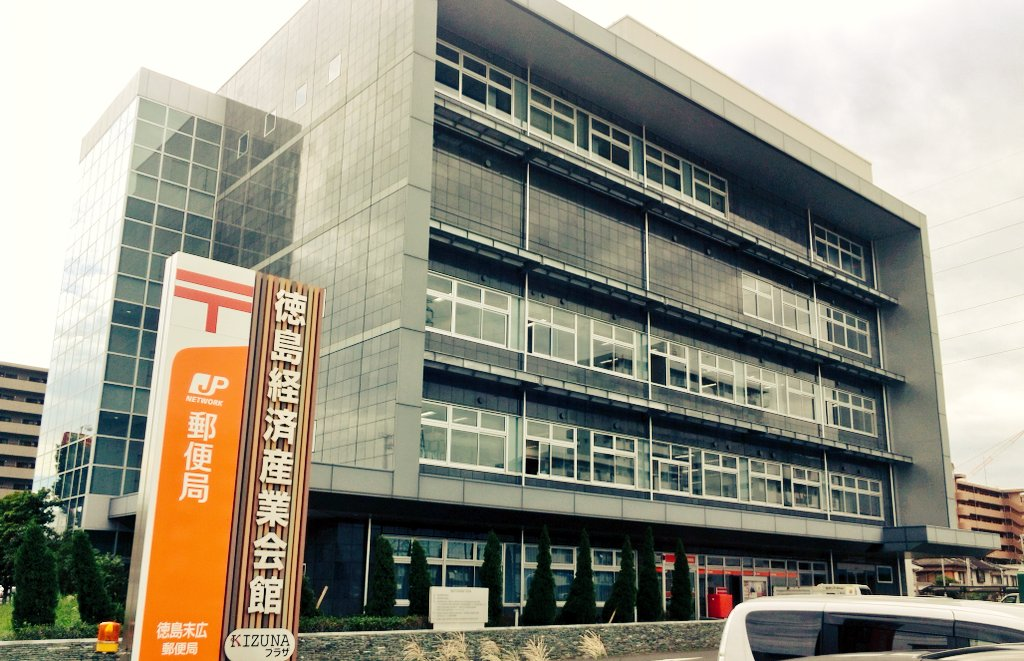
徳島商工会議所が入居する徳島経済産業会館（KIZUNAプラザ）

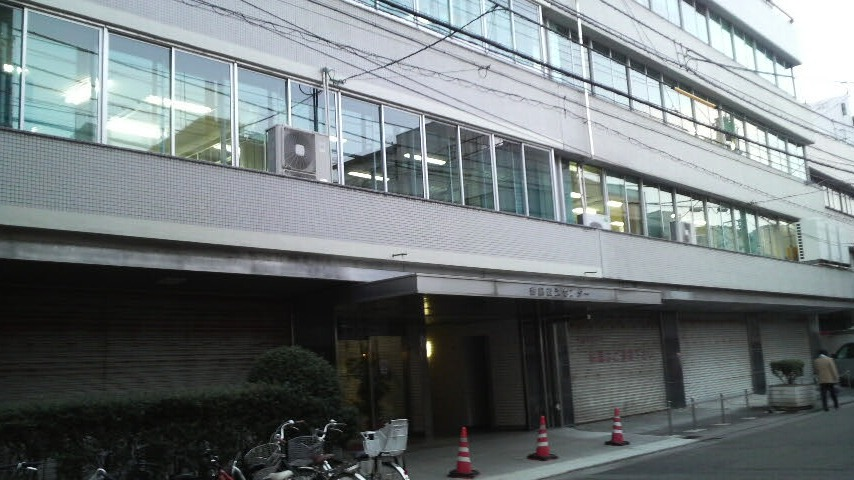
旧徳島商工会議所
（徳島市西新町2丁目5番地）

徳島商工会議所（とくしましょうこうかいぎしょ、英語：Tokushima Chamber of Commerce and Industry）は、主に徳島県徳島市内に事業所をおく企業・団体で運営されている商工会議所。

## 沿革
- 1897年（明治30年）1月22日 - 設立。
- 2012年（平成24年） - 本部が徳島市西新町から同市南末広町の徳島経済産業会館（KIZUNAプラザ）に移る。

## 歴代会頭
| 代数   | 氏名         | 備考                 |
| ------ | ------------ | -------------------- |
| 初代   | 吉見宗二     |                      |
| 第2代  | 川真田徳三郎 | 衆議院議員           |
| 第3代  | 美馬儀一郎   | 阿波銀行頭取         |
| 第4代  | 吉見宗二     |                      |
| 第5代  | 井内太平     |                      |
| 第6代  | 森六郎       | 徳島市長             |
| 第7代  | 宮本円次郎   |                      |
| 第8代  | 後藤田千一   |                      |
| 第9代  | 美馬儀一郎   |                      |
| 第10代 | 宮崎民二     |                      |
| 第11代 | 三河眞次郎   |                      |
| 第12代 | 玉田弥伊太   |                      |
| 第13代 | 吉見勢之助   |                      |
| 第14代 | 原菊太郎     | 徳島県知事           |
| 第15代 | 篠原浩一     |                      |
| 第16代 | 長尾義光     |                      |
| 第17代 | 柏原大五郎   |                      |
| 第18代 | 志摩誠一     |                      |
| 第19代 | 河合英一     |                      |
| 第20代 | 布川隆美     |                      |
| 第21代 | 岡元大三     |                      |
| 第22代 | 坂本好       | アルス製作所会長     |
| 第23代 | 津川清       |                      |
| 第24代 | 近藤宏章     |                      |
| 第25代 | 中村太一     |                      |
| 第26代 | 寺内カツコ   | 寺内製作所代表取締役 |
| 第27代 | 阿部和英     | 東和工業社長         |

## 所在地
- 〒770-0865 徳島県徳島市南末広町5番8-8号 徳島経済産業会館（KIZUNAプラザ）1階